# Studienstiftung
La Studienstiftung des deutschen Volkes (o Studienstiftung para abreviar, español: Fundación de Estudios del Pueblo Alemán) es una de 13 fundaciones (Begabtenförderungswerke) que otorgan becas con fondos del ministerio de educación alemán. Es la fundación más grande y más prestigiosa de su tipo. De acuerdo con sus estatutos, la Studienstiftung apoya la educación universitaria de jóvenes 'cuyo alto talento académico o artístico y personalidad dan lugar a expectativas de logros especiales al servicio del público en general'. La Studienstiftung es apolítica, no confesional e ideológicamente independiente. Su sede está localizada en Bonn; también tiene una oficina en Berlín. El presidente actual es Reinhard Zimmermann, y el patrón (Schirmherr) es Frank-Walter Steinmeier en su calidad de presidente de Alemania.
Además de fondos federales, la Studienstiftung recibe fondos de los estados alemanes y autoridades locales, negocios y fundaciones, así como donantes privados. En 2015, su presupuesto era de €103 millones. Entre 1925 y 2015, ha apoyado encima 65,000 estudiantes y candidatos al doctorado.
El proceso de selección es extremadamente riguroso y solo se eligen aquellos estudiantes que demuestren una promesa académica y personal sobresaliente. La Studienstiftung proporciona becas a menos del 0,5% de los estudiantes alemanes. A menudo se la conoce como la "universidad secreta de élite" de Alemania.
Fundada inicialmente en Dresde en 1925 como un departamento de la Deutsche Studentenschaft, una fusión de comités de estudiantes alemanes, la Studienstiftung se disolvió en 1934 bajo el nacionalsocialismo y fue reemplazada por la "Reichsförderung", un departamento del recién fundado Reichsstudentenwerk . La Studienstiftung se formó de nuevo como asociación registrada en Colonia en 1948. Además de ofrecer programas de becas a nivel nacional, en 2005 la Studienstiftung inició el Programa Max Weber, a través del cual apoya a estudiantes excepcionalmente talentosos en el marco de la ley de apoyo a las élites de Baviera (BayEFG).

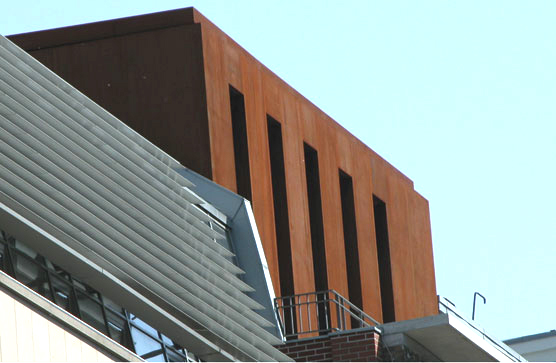
Sucursal Berlín

## Admisión
La Studienstiftung ofrece una beca general para estudios de licenciatura y maestría que consiste en apoyo financiero y académico. La elegibilidad se basa en los criterios de BAFöG, el sistema de apoyo estatal alemán para estudiantes. La beca Studienstiftung solo acepta solicitantes que estudien a tiempo completo en la universidad. Una parte de los estudios universitarios del solicitante debe realizarse en una universidad en Alemania, en otro país de la Unión Europea (UE) o en Suiza. No se requiere ciudadanía alemana o de la UE, y no hay criterios de edad.
La Studienstiftung selecciona estudiantes y candidatos a doctorado excepcionalmente talentosos de acuerdo con su declaración de misión, que se basa en los principios de "excelencia, iniciativa y responsabilidad". Los becarios son admitidos a través de varios canales:
1. Nombramiento  por una escuela: directores de escuelas secundarias pueden nominar a uno de cada 50 estudiantes de último año para la admisión a la Studienstiftung.  Las personas nominadas debe sobresalir tanto académicamente como en términos de compromiso social. Asisten a un seminario de selección de tres días durante el cual se evalúa su elegibilidad en entrevistas individuales y discusiones grupales. Al 23,8% de los estudiantes nominados en 2015 se les ofreció la admisión a la Studienstiftung. No hay una cuota de admisión establecida para el número de estudiantes admitidos cada año.
2. Nombramiento por un profesor: los estudiantes de universidades y universidades de ciencias aplicadas pueden ser nominados directamente por profesores universitarios. Igualmente, los candidatos asisten a un seminario de selección. En 2015, al 48,3% de los estudiantes nominados por sus profesores se les ofreció la admisión a la Studienstiftung.[cita requerida]
3. Nombramiento por una junta examinadora: así como los estudiantes pueden ser nominados por las escuelas, uno de cada 50 estudiantes en el segundo año académico en su respectivo programa de estudios puede ser nominado por universidades y universidades de ciencias aplicadas. La nominación debe estar respaldada por un profesor. El seminario de selección se organiza en la misma línea que el seminario de selección para estudiantes nominados por las escuelas. En este caso, sin embargo, los logros académicos comprobados del candidato en la universidad también tienen peso. En 2015, se ofreció admisión al 28,8% de los nominados.
4. Ganadores de competencias o nombramiento por parte de socios de cooperación selectos: Studienstiftung les ofrece becas a ganadores de, o participantes en, varias competencias a nivel de estado federado, federal, o internacional (por ejemplo Bundeswettbewerb Informatik, Bundeswettbewerb Mathematik, Bundeswettbewerb Fremdsprachen, Jugend forscht, Jugend debattiert, Olimpiada Internacional de Matemática, Olimpiada Internacional de Física, Altsprachenwettbewerb des Landes Baden-Württemberg). Ciertas organizaciones partearías como la START-Stiftung también pueden nominar posibles candidatos.
5. Auto-nombramiento: Desde febrero de 2010,[18] candidatos también pueden presentarse a una beca. Los estudiantes de primer y segundo semestre pueden inscribirse en la prueba de evaluación Studienstiftung en enero / febrero / marzo[19] cada año. La prueba se lleva a cabo en centros de pruebas en toda Alemania. Se invita a los candidatos con los mejores resultados a asistir al seminario de selección. Mientras que la prueba de evaluación determina las habilidades cognitivas de los aspirantes, el seminario de selección se centra en la motivación, los intereses extracurriculares, el compromiso social y las habilidades sociales, que se evalúan en entrevistas personales y discusiones grupales.
6. Nombramiento por parte de los exalumnos: Los exalumnos de Studienstiftung también pueden nominar a los estudiantes que consideren apropiados, habiéndoles enseñado personalmente en cursos escolares o universitarios.
7. Apoyo a músicos y artistas: después de un procedimiento de preselección interno, las universidades pueden nominar a estudiantes de bellas artes, música y artes escénicas para participar en un seminario de selección de la Studienstiftung.

## Estadísticas
En el 2020:
- La Studienstiftung aprobó 2.898 becas y 362 becas de doctorado.[20]:109,120
- El 71,1% de los becarios recibió una asignación para gastos de estudio de 300 €, el 18,8% recibió una beca parcial basada en la necesidad y el 10,1% la beca máxima basada en la necesidad.[20]:114
- 52,7% de los becarios eran mujeres.[20]:112

| Año  | Becarios de la Studienstiftung:109 | Becarios de la Studienstiftung:109 | Becarios de la Studienstiftung:109 | Número de estudiantes en Alemania | Porcentaje de estudiantes becarios de la Studienstiftung |
| Año  | De licenciatura y grado            | Estudiantes doctorales             | Total                              | Número de estudiantes en Alemania | Porcentaje de estudiantes becarios de la Studienstiftung |
| ---- | ---------------------------------- | ---------------------------------- | ---------------------------------- | --------------------------------- | -------------------------------------------------------- |
| 2005 | 6.966                              | 993                                | 7.959                              | 1.985.765                         | 0,40%                                                    |
| 2006 | 7.352                              | 946                                | 8.298                              | 1.979.043                         | 0,42%                                                    |
| 2007 | 8.438                              | 1.080                              | 9.518                              | 1,941,405                         | 0,49%                                                    |
| 2008 | 10.030                             | 1.194                              | 11.224                             | 2.025.307                         | 0,55%                                                    |
| 2009 | 11.482                             | 1.211                              | 12.693                             | 2.121.178                         | 0,60%                                                    |
| 2010 | 11.336                             | 1.303                              | 12.639                             | 2.217.294                         | 0,57%                                                    |
| 2011 | 11.123                             | 1.350                              | 12.473                             | 2.380.974                         | 0,52%                                                    |
| 2012 | 11.373                             | 1.274                              | 12.647                             | 2.499.409                         | 0,51%                                                    |
| 2013 | 11.195                             | 1.273                              | 12.468                             | 2.616.881                         | 0,48%                                                    |
| 2014 | 11.858                             | 1.184                              | 13.042                             | 2.698.910                         | 0,48%                                                    |
| 2015 | 12.158                             | 1.141                              | 13.299                             | 2.757.799                         | 0,48%                                                    |
| 2016 | 12.879                             | 1.156                              | 14.035                             | 2.807.010                         | 0,50%                                                    |
| 2017 | 12.749                             | 1.202                              | 13,951                             | 2.844.978                         | 0,49%                                                    |
| 2018 | 12.752                             | 1270                               | 14.022                             | 2.868.222                         | 0,49%                                                    |
| 2019 | 12.953                             | 1.321                              | 14.274                             | 2.891.049                         | 0,49%                                                    |
| 2020 | 13.402                             | 1.393                              | 14.795                             | no disponible                     | no disponible                                            |

Universidades alemanas donde más del 1% de los estudiantes son becarios de la Studienstiftung:113–114
| Universidad                     | Tipo                   | Becarios Studienstiftung 15/03/2020 | Estudiantes, Wintersemester 2019/20 | Porcentaje becarios de la Studienstiftung |
| ------------------------------- | ---------------------- | ----------------------------------- | ----------------------------------- | ----------------------------------------- |
| Universidad de Heidelberg       | Universidad pública    | 639                                 | 27.818                              | 2,30%                                     |
| Escuela de Medicina de Hannover | Universidad pública    | 74                                  | 3.465                               | 2,14%                                     |
| Charité                         | Universidad pública    | 155                                 | 7.869                               | 1,97%                                     |
| Universidad de Friburgo         | Universidad pública    | 336                                 | 24.028                              | 1,40%                                     |
| Universidad de Lübeck           | Universidad pública    | 70                                  | 5.331                               | 1,31%                                     |
| Universidad de Tübingen         | Universidad pública    | 289                                 | 26.842                              | 1,08%                                     |
| Universidad de Mannheim         | Universidad pública    | 122                                 | 12.088                              | 1,01%                                     |
| Bucerius Law School             | Universidad privada    | 74                                  | 858                                 | 8,62%                                     |
| Hertie School                   | Universidad privada    | 22                                  | 651                                 | 3,38%                                     |
| Universidad Witten / Herdecke   | Universidad privada    | 42                                  | 2.617                               | 1,60%                                     |
| Universidad Zeppelin            | Universidad privada    | 12                                  | 903                                 | 1,33%                                     |
| Cusanus Hochschule              | Fachhochschule privada | 6                                   | 113                                 | 5,31%                                     |

## Exalumnos notables

### Ciencias naturales
- Martin Beneke, físico, premio Leibniz 2008
- Manfred Eigen, premio Nobel de química 1962, expresidente de la Studienstiftung (1982-1993)
- Gerd Faltings, matemático, medalla Fields 1986 Reinhard Genzel, premio Nobel de física 2020
- Magdalena Götz, bióloga, premio Leibniz 2007
- Robert Huber, premio Nobel de química 1988 Joachim Frank, premio Nobel de química 2017
- J. Hans D. Jensen, premio Nobel de física 1963
- Wolfgang Ketterle, premio Nobel de física 2001
- Christian Keysers, neurocientífico
- Wolfgang Lück, matemático, premio Leibniz 2008
- Jochen Mannhart, físico, premio Leibniz 2008
- Erwin Neher, premio Nobel de Medicina 1991
- Felix Otto, matemático, premio Leibniz 2006
- Peter Scholze, matemático, medalla Fields 2018
- Bernhard Schölkopf, informático, premio Leibniz 2018
- Detlef Weigel, biólogo, premio Leibniz 2007

### Ciencias sociales
- Ulrich Beck, sociólogo
- Dirk Kaesler, sociólogo
- Ulrike Malmendier, economista
- Ulrike Müßig, historiadora jurídica
- Stephan Reimertz, historiador del arte
- Ernst-Ludwig von Thadden, economista
- Reinhard Zimmermann, historiador jurídico, premio Leibniz 1996 (presidente de la Studienstiftung 2011–)

### Empresas y ONG
- Andreas von Bechtolsheim, cofundador de Sun Microsystems
- Wolfgang Bernhard, miembro del consejo de administración de Daimler AG
- Alexander Dibelius, director gerente, Alemania, Goldman Sachs
- Frank Mattern, jefe de la oficina alemana, McKinsey and Company

### Servicio público
- Fritz Kuhn, político, copresidente de Bündnis 90 / Die Grünen, el Partido Verde Alemán, de junio de 2000 a diciembre de 2002
- Andreas Paulus, juez del Tribunal Constitucional Federal de Alemania
- Frauke Petry, político y expresidente de Alternativa para Alemania
- Karl Schiller, político y científico
- Gesine Schwan, profesora, candidata del SPD a la presidencia federal, 2004
- Steffen Seibert, periodista, actual portavoz del gobierno y jefe de la Oficina de Prensa e Información de Alemania
- Robert Tillmanns, político
- Christine Teusch, política
- Antje Vollmer, política, hasta 2005 vicepresidente del parlamento alemán

### Letras
- Mechthild Bach, soprano
- Hans-Jürgen von Bose, profesor, compositor
- Hans Breder, profesor, artista
- Christa Dichgans, escritora
- Moritz Eggert, compositor, pianista
- Hans Magnus Enzensberger, escritor
- Justus Frantz, pianista
- Anna Gourari, pianista
- Horst Janssen, artista
- Bas Kast, escritor
- Heinz Rudolf Kunze, cantante y compositor
- Michael Kunze, libretista y traductor
- Igor Levit, pianista
- Frei Otto, arquitecto
- Matthias Pintscher, compositor
- Philipp Tingler, escritor, periodista y economista
- Juli Zeh, escritora

### Periodísmo
- Petra Gerster, periodista
- Claus Kleber, periodista, presentador del "heute-journal"
- Ulrike Meinhof, editora, miembro de la Facción del Ejército Rojo (RAF)
- Frank Schirrmacher, periodista